# 小林治 (1945年生のアニメ演出家)
小林 治（こばやし おさむ、1945年1月9日 - ）は、日本のアニメーター、アニメーション演出家、アニメーション監督。東京都府中市出身。亜細亜堂所属。小林 おさむ、ススキダ トシオ名義でも活動する。
同業のイラストレーター、メカニックデザイナー、アニメ監督の小林治とは同姓同名の別人である。

## 来歴
1963年、東映動画（現：東映アニメーション）に18歳で入社。同期には芝山努などがおり、同じ年の約半年前には宮崎駿が入社していた。
1965年、東映動画にいた楠部大吉郎に誘われてAプロダクション（現：シンエイ動画）の設立に参加。創立メンバーは楠部、小林、芝山、椛島義夫・森下圭介。アニメーターとして『オバケのQ太郎』『巨人の星』『アタックNo.1』などを手がけたほか、芝山とのコンビで『ど根性ガエル』などで作画監督を担当。Aプロには後に大塚康生、高畑勲、宮崎駿も移籍し、『ムーミン』『ルパン三世」などを手がけた。
1978年、芝山努、山田みちしろ、河内日出夫と亜細亜堂を設立。主に演出や監督として『まんが日本昔ばなし』『魔法の天使クリィミーマミ』『忍たま乱太郎』などのTVアニメ、『がんばれ!!タブチくん!!』『タッチ2 さよならの贈り物』『ちびまる子ちゃん わたしの好きな歌』などの劇場アニメを手掛ける。
2010年5月13日、自らが代表取締役を務めるダップインターナショナル（亜細亜堂の子会社）とともに法人税法違反（脱税）の容疑で在宅起訴され、同年8月にダップ社には罰金1,500万円、小林本人には懲役1年執行猶予3年の判決が言い渡された（その後確定）。
2019年3月に開催された東京アニメアワードフェスティバル2019でアニメ功労部門で顕彰される。

## 人物・作風
TVアニメの創成期から第一線で活躍するアニメーターの一人。主な作品に『ど根性ガエル』（作画監督）、『まんが日本昔ばなし』（演出・作画）、『魔法の天使クリィミーマミ』（チーフディレクター）、『きまぐれオレンジ☆ロード』（総監督）などがある。
小林の絵コンテは、鉛筆書きなのにまるで筆を使ったような仕上がりで、文字も筆書きのようで、制作会社からどういうことを書いているのかと問い合わせを受けたほどだった。またよくコンビを組んでいた芝山努のコンテが全てを克明に書き込み、色指定までしてほぼ完成品そのままだったのに対し、小林のコンテは尺が足りなくても「適当に伸ばしておいて」と口頭で指示するなどアバウトだった。
監督としては日常描写にこだわり、『クリィミーマミ』では「実写のカメラで撮ったような画面作りをして、作品世界やキャラクターを現実感あるものとして描く」という方向性を示した。

## 参加作品

### テレビアニメ
- 巨人の星（1968 - 1971年、原画）
- ムーミン（1969年、作画監督）
- アタックNo.1（1969 - 1971年、作画監督）
- ルパン三世 (TV第1シリーズ)（1971 - 1972年、原画[注 6]）
- 天才バカボン（1971 - 1972年、原画）
- ど根性ガエル（1972 - 1974年、作画監督）
- はじめ人間ギャートルズ（1974年 - 1976年、原画）
- ガンバの冒険（1975年、原画）
- 元祖天才バカボン（1975 - 1977年、原画）
- まんが日本昔ばなし（1977 - 1995年）
  - 落ちた雷（1977年）（演出、作画）
  - 蟹の湯治（1977年）（演出、作画）
  - みちびき地蔵（1977年）（演出）
  - 嘉右衛門山の神（1978年）（演出、作画）
  - 千石田長者（1978年）（演出、作画）
  - とうせん坊（1978年）（演出）
  - 亥の子まつり（1979年）（演出）
  - 猿の恩返し（1979年）（演出）
  - しっぺいたろう（1979年）（演出）
  - 吹雪かれ和尚（1980年）（演出）
  - 野々海の物語（1980年）（演出、作画）
  - 東つぼ屋西つぼ屋（1980年）（演出）
  - 厚狭の寝太郎（1980年）（演出）
  - 紋左衛門岩（1980年）（演出、作画）
  - 亡者の通る道（1980年）（演出、作画）
  - きつねのこぶとり（1980年）（演出、作画）
  - 山鳥の尾（1980年）（演出、作画）
  - 不思議なコマ犬（1981年）（演出、作画）
  - 瓔珞つつじ（1981年）（演出、作画）
  - 鴻の卵（1981年）（演出、作画）
  - 竜宮の鐘（1981年）（演出、作画）
  - よいしあん谷（1981年）（演出、作画）
  - 勘安ペロリ（1981年）（演出）
  - またたび（1982年）（演出）
  - 八方島伊惣ヱ門（1982年）（演出、作画）
  - 天狗のたたり（1982年）（演出）
  - 飛ぶ木（1982年）（演出）
  - 山の鯨 海のいのしし（1982年）（演出）
  - 雪の娘（1982年）（演出）
  - 二ツ池の龍（1983年）（演出）
  - 東光寺のケヤキ（1983年）（演出）
  - 真珠の夜光（1983年）（演出）
  - 魂を取る亡者（1983年）（演出）
  - 十六人谷（1983年）（演出）
  - 松尾のせどさく（1984年）（演出）
  - 石の下のちゃわん（1984年）（演出）
  - 亡者道（1984年）（演出）
  - 家宝の皿（1984年）（演出）
  - かねっこおり女房（1985年）（演出）
  - 田植え鬼（1985年）（演出）
  - おんまさんは力もち（1985年）（演出）
  - 年の晩と貧乏神（1985年）（演出）
  - 幽霊街道（1986年）（演出）
  - 白馬岳の魔神（1986年）（演出）
  - あの鬼こわい（1987年）（演出）
  - 嫁入り竜女の忘れもの（1987年）（演出）
  - みそ豆ばなし（1988年）（演出）
  - 夢地蔵（1988年）（演出）
  - 山の神と海の神（1988年）（演出）
  - やろか水（1988年）（演出）
  - 馬比べ（1989年）（演出）
  - 夫婦岩（1989年）（演出）
  - 加茂湖の主（1989年）（演出）
  - 雪の夜ばなし（1990年）（演出）
  - 浦島太郎（1990年）（演出）
  - なばの泣きぜき（1990年）（演出）
  - 貧乏神と小判（1990年）（演出、作画）
  - 赤猫（1991年）（演出）
  - 魔神の刀かじ（1991年）（演出）
  - るすが岩（1991年）（演出）
  - 笛吹沼と蛇喰見（1991年）（演出）
  - おおかみ長者（1991年）（演出）
  - 茶つぼ（1992年）（演出）
  - 海女と大あわび（1992年）（演出）
  - 鬼怒沼の機織姫（1992年）（演出）
  - 橋立小女郎（1992年）（演出）
  - 鼻高つづみ（1993年）（演出）
  - 雁と亀（1993年）（演出）
  - お三ギツネと甚べえ（1993年）（演出）
  - 鬼のつめ（1993年）（演出）
  - 海彦と山彦（1995年）（演出）
- 新・ど根性ガエル（1981 - 1982年、作画監督）
- 魔法の天使クリィミーマミ（1983 - 1984年、チーフディレクター）
- おねがい!サミアどん（1985 - 1986年、チーフディレクター）
- きまぐれオレンジ☆ロード（1987 - 1988年、総監督）
- 燃える!お兄さん（1988年、監督）
- ちいさなおばけアッチ・コッチ・ソッチ（1991年 - 1992年、総監督）
- ノンタンといっしょ（1992 - 1994年、監督）
- 忍たま乱太郎（1999年、絵コンテ）
- はじめの一歩（2000年、絵コンテ）
- タッチ CROSS ROAD〜風のゆくえ〜（2001年、絵コンテ）
- ふるさと再生 日本の昔ばなし（2012 - 2017年、キャラクターデザイン・絵コンテ・演出・作画・原画）
- ふるさとめぐり 日本の昔ばなし（2017 - 2018年、キャラクターデザイン・絵コンテ・演出・作画・原画）
- けものフレンズ2（2019年、原画）
- キボウノチカラ〜オトナプリキュア'23〜（2023年、絵コンテ）

### 劇場アニメ
- がんばれ!!タブチくん!!（1979年、作画監督）
- がんばれ!!タブチくん!! 激闘ペナントレース（1980年、作画監督）
- まことちゃん（1980年、キャラクターデザイン・作画監督）
- がんばれ!!タブチくん!! あゝつっぱり人生（1980年、作画監督）
- 新・ど根性ガエル ど根性夢枕（1982年、作画監督）
- 対馬丸 —さようなら沖繩—（1982年、監督）
- プロ野球を10倍楽しく見る方法（1983年、作画監督）
- カッくんカフェ（1984年、監督）
- タッチ2 さよならの贈り物（1986年、絵コンテ）
- おねがい!サミアどん劇場版（1999年、監督）
- かんからさんしん（1989年、監督）
- 愛と剣のキャメロット まんが家マリナ タイムスリップ事件（1990年、監修）
- ちびまる子ちゃん わたしの好きな歌（1992年、アニメーションスーパーバイザー）
- グスコーブドリの伝記（2012年、絵コンテ）

### OVA
- ルパン三世 パイロットフィルム（1969年、原画）
- 魔女でもステディ（1986年、監督）
- がきデカ（1989年、監修）
- アニメ落語館（1992、演出構成）
- 寺島町奇譚 ぎんながし（1993、演出）
- 砂ノ灯（2017、作画監修）